# Batalla de Tarija
La Batalla de Tarijaconocida también como de la Tablada de Tolomosa,   fue una de las  batallas que libró el Ejército del Norte de las Provincias Unidas del Río de la Plata en el contexto de la  Guerra de la Independencia (1810-1825). Formó parte de la Cuarta expedición al Alto Perú, mientras el Gral Belgrano ocupaba la jefatura del Ejército patriota, y con el apoyo de las fuerzas güemesinas. La batalla comenzó por la tarde del 14 de abril en la villa de Tarija y concluyó el 15 de abril de 1817, y finalizó oficialmente por la tarde con la capitulación realista y la reinstauración del teniente gobernador rioplatense en la Villa de Tarija Francisco Pérez de Uriondo.

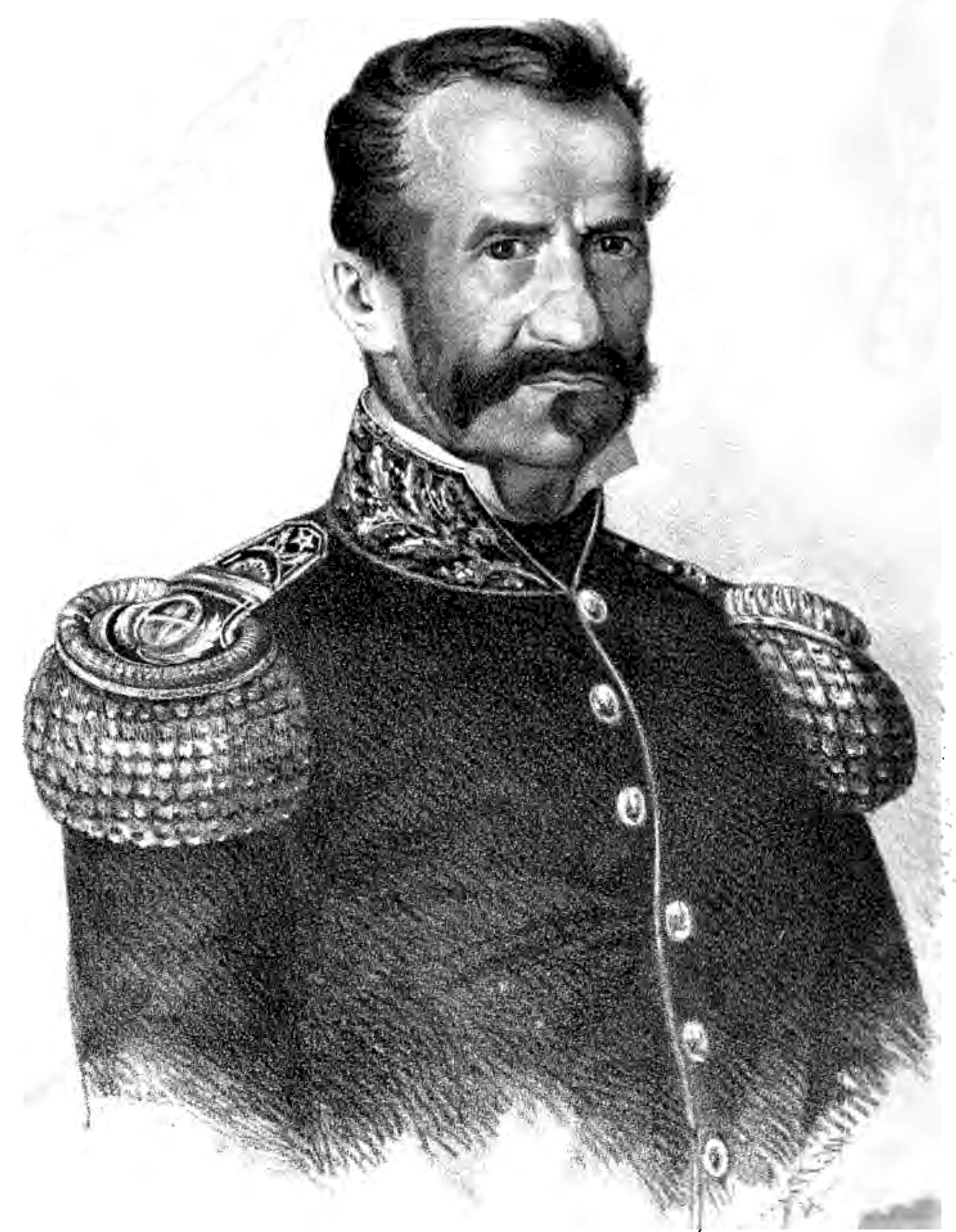
Coronel, Gregorio Aráoz de Lamadrid (Tucumán, Argentina), tenía 21 años en abril de 1817.

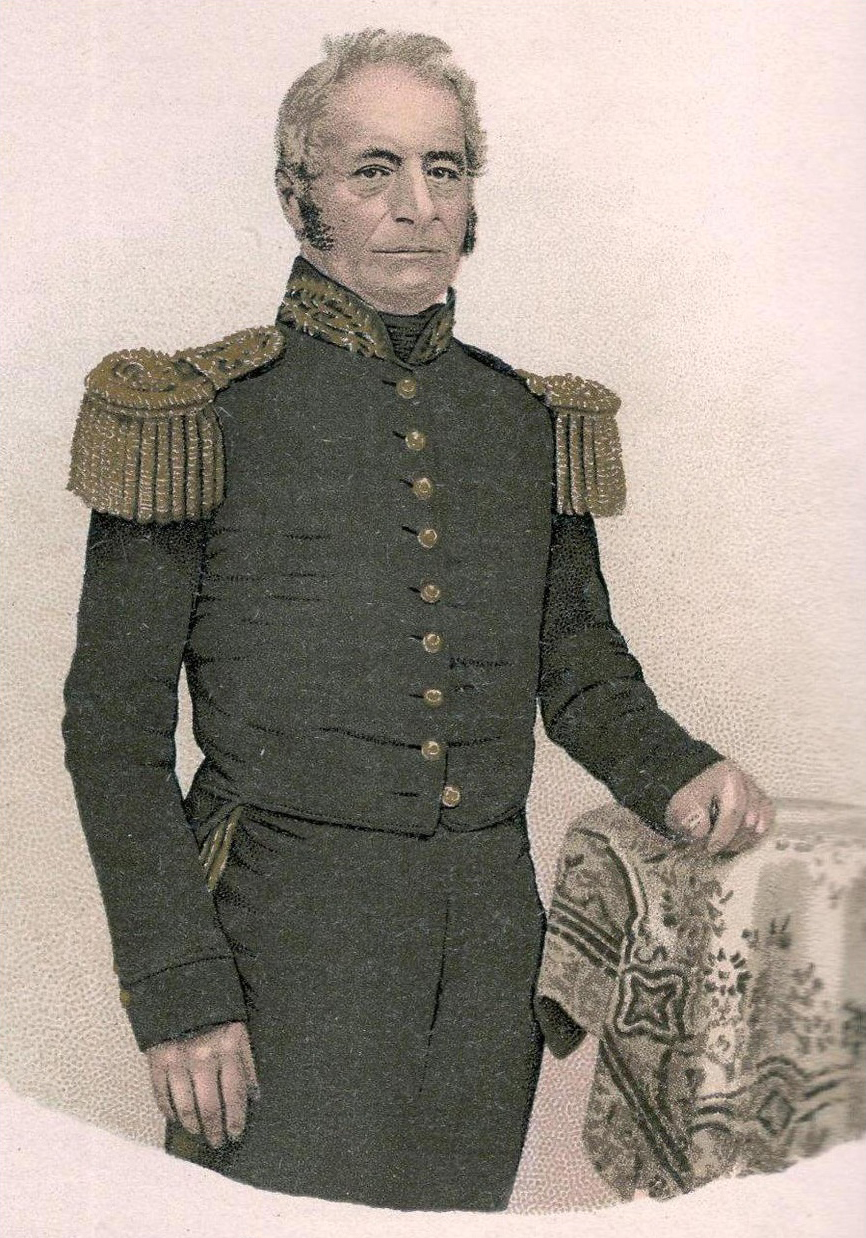
Capitán, Lorenzo Lugones (Santiago del Estero, Argentina), tenía 20 años en abril de 1817.

La batalla fue liderada por el coronel Gregorio Aráoz de Lamadrid, oficial del Ejército del Norte y subalterno de Manuel Belgrano y por el Tte. Coronel Francisco Pérez de Uriondo, oficial de las milicias lideradas por el Gral Güemes, Jefe del Ejército de Observación y Gobernador de Salta. Las fuerzas realistas estaban al mando del coronel Mateo Ramírez, siendo su brigadier general Jose de la Serna. Depuesto por la invasión realista Pérez de Uriondo de su cargo de teniente gobernador rioplatense de Tarija, la batalla concluye en la reconquista de la plaza por los patriotas rioplatense, en lo que fuera una acción conjunta de las milicias regulares del Ejército del Norte y de los gauchos Infernales y fuerzas güemesinas.
Hay que considerar que la villa de Tarija estaba en dominios del llamado Coronel Campero, último Marqués del Valle del Tojo  quien fuera tomado prisionero por los realistas en la Sorpresa de Yavi unos 5 meses atrás (noviembre de 1816) , y que Pérez de Uriondo, sobrino del Marqués , quedó luego como lugarteniente de esa plaza.

## Antecedentes
A fines de 1816 empezó una nueva ofensiva española al territorio rioplatense, el realista Melchor José Lavin —José Melchor Lavín o, Levín— había llegado a Tarija con sus tropas y, se enfrentó al teniente gobernador rioplatense de Tarija, Francisco Pérez de Uriondo, sobrino del Marqués de Yavi y oficial de las milicias de la Provincia de Salta, de quién dependía la villa de Tarija
El general español José de La Serna y Martínez de Hinojosa, invade Tarija el 28 de noviembre [diciembre] de 1816, y reorganiza los escuadrones “San Carlos” y el de “Cazadores”, nombrando comandante de ambos al coronel Antonio Vigil. En los primeros días de diciembre, el coronel Vigil con el escuadrón “Cazadores” y dos compañías de infantería, avanzan sobre las Salinas de en persecución del gobernador Francisco de Uriondo.

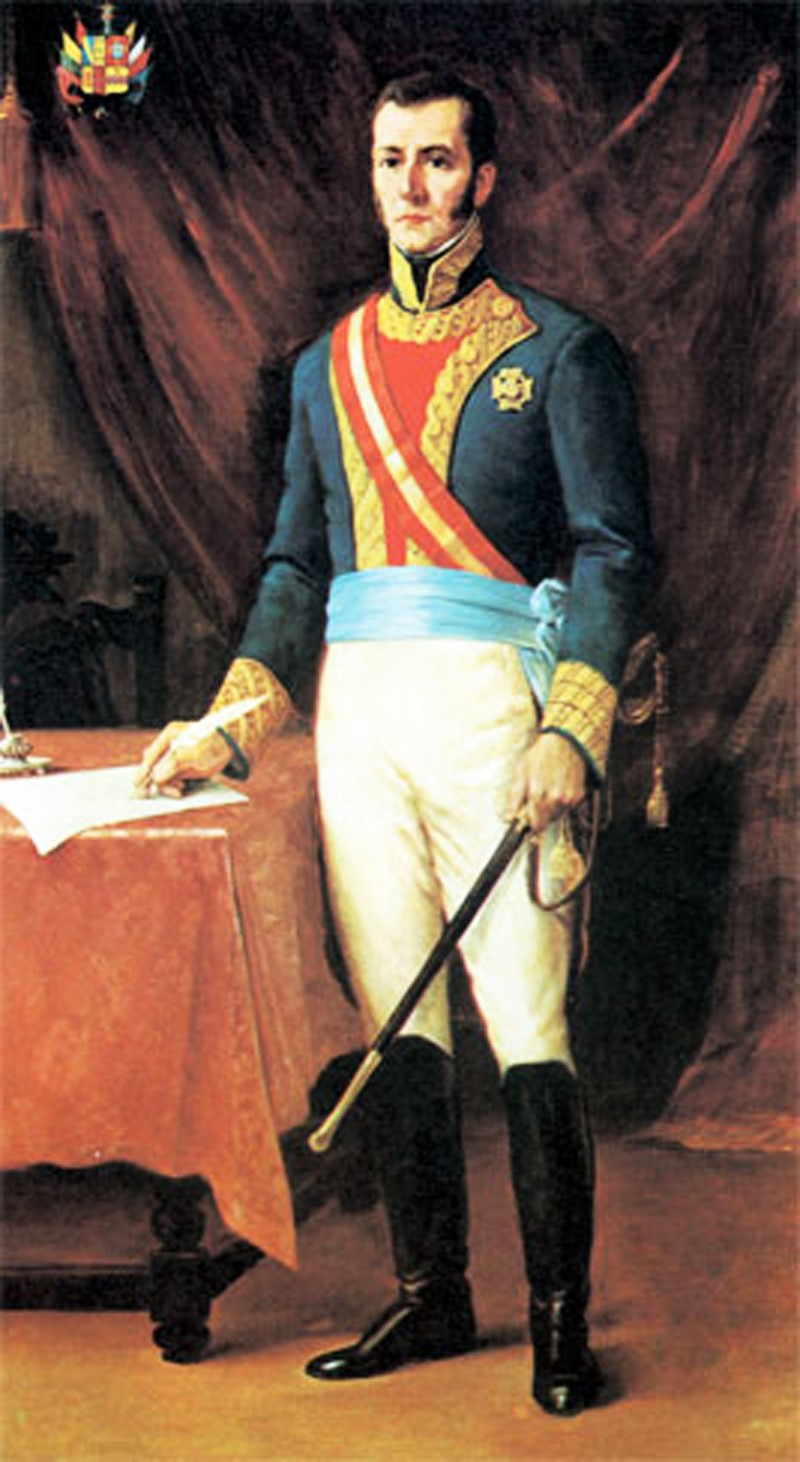
Brigadier General José de La Serna y Martínez de Hinojosa

En enero de 1817, el general La Serna decide avanzar para invadir Salta y Jujuy, dejando de gobernador al general Antonio María Álvarez , que a los pocos días por motivos de salud es reemplazado por el comandante español Mateo Ramírez en calidad de gobernador, y por los subcomandantes Andrés de Santa Cruz y Malacabeza a cargo de las milicias. Ocupada la provincia de Tarija por numerosas fuerzas realistas, los independentistas se encontraron desorientados y, se intentaron organizar por las zonas de Sella, Salinas, Bermejo y Padcaya.

## Formación de la expedición al Alto Perú
Luego de la derrota de Viluma o batalla de Sipe Sipe (29 de noviembre de 1815)  que sufriera Rondeau,  el General Belgrano reasumió el mando del Ejército del Norte en agosto de 1816. Se abocó, en la ciudad de Tucumán, a reforzar el derrotado ejército y organizar una Última Expedición al Alto Perú, con el objetivo de consolidar la frontera Norte de las Provincias Unidas. Designó como su oficial de confianza al tucumano Gregorio Aráoz de Lamadrid, de destacada actuación en el Ejército desde la Batalla de Tucumán (1812),  a quien ascendió a teniente coronel comandante del histórico cuerpo de Húsares . Contaba con un escuadrón de dos compañías con 173 plazas, que luego aumentó con prisioneros hechos en Santiago del Estero a cerca de 200 plazas.
Güemes pidió auxilio a Belgrano; luego de la Sorpresa de Yavi (noviembre de 1816) , derrota que sufrieron las fuerzas güemesinas y ante la amenaza de  Invasión Grande sobre Salta y Jujuy, con el ejército realista reforzado y dirigido por el brigadier José de la Serna. La posición del teniente gobernador de Tarija, Pérez de Uriondo, que dependía de la Gobernación de Salta y de toda la frontera Norte quedó en gran peligro, por lo que Belgrano decidió enviar una expedición del Ejército del Norte a cargo del Tte Coronel Lamadrid en auxilio. Belgrano entendió que la posición de toda la región del Tucumán, en el corazón de las Provincias Unidas y donde funcionaba el Congreso , se vería amenazada si se conseguía que De la Serna consolidara su posesión, ya que tenía recursos y comunicación con el Alto Perú  para seguir avanzando.
Expresó Lamadrid que Belgrano:

(...) propúsome una tarde en el mes de febrero, si me animaría yo á internarme hasta Oruro por el despoblado de Atacama, con solo mi cuerpo de húsares, y llevando á demas tres compañias de infanteria de 50 hombres cada una, con el objeto de sorprender las guarniciones que había dejado el general La Serna en los pueblos de su retaguardia, conmover á los naturales del país contra el ejército español, y últimamente con el de llamar sobre mi á éste, como el único medio de dar tiempo á nuestros pueblos y ejército para poder aumentar este y proporcionarle los elementos necesarios para una nueva campaña.

Aráoz de Lamadrid aceptó la empresa respondiendo:

Estoy pronto mi general para marchar cuando V.E. lo ordene, y me asiste la esperanza de que llenaré los deseos de V.E. ó moriré con gloria combatiendo por la Independencia y libertad de mi patria.

Aráoz de Lamadrid comenzó los preparativos, reuniendo 400 caballos herrados y 600 mulas indispensables para la expedición, en la que irían además 2 cañones ligeros de calibre 4, que Belgrano ordenó llevara. Fueron alistadas secretamente tres compañías de 50 hombres, además de los capitanes y oficiales, cada una pertenecientes respectivamente a los regimientos de infantería N.° 2, 3 y 9 del cuerpo del Ejército del Norte . Completaron la  expedición 50 milicianos de Dragones al mando del capitán José Carrasco con funciones no combatientes, tomados del cuerpo apodado los “Peladitos” de Famaillá. La división llevaba 200 pesos fuertes para sus gastos. Aráoz de Lamadrid intercambió 12 soldados que se hallaban en otros cuerpos, que lo habían acompañado en la retirada de Culpina, por 36 reclutas de su cuerpo de húsares, por lo que éste se redujo a 150 plazas.

## Partida de la división y cambio de planes
Luego de partir de Lules y reunirse en la plaza de San Miguel de Tucumán, en donde Manuel Belgrano les entregó a cada soldado un poncho verde y los arengó, el 18 de marzo de 1817 partieron los más de entre 300 y 350 soldados y 50 milicianos con dos piezas de artillería, caballos y las mulas en número justo para las cargas, siendo la mayoría de estas últimas de las mismas que habían acompañado al ejército desde su retirada del Alto Perú luego de la Batalla de Viluma (o de Sipe Sipe).

### Recorrido de la Expedición
Partiendo de Tucumán hacia Trancas, la división subió a los valles Calchaquíes, llegando a los 8 días al valle de San Carlos, en donde desertaron dos infantes y luego a Guachipas. El objetivo era tomar el camino del Descampado, por los valles de altura hasta la Puna, evitando por el Este el Camino Real y las fuerzas realistas que invadían las ciudades de Salta y Jujuy. 
Aráoz de Lamadrid creyó que la división perecería en el despoblado de Atacama, pero, De La Madrid decidió detenerse en Salta, y desde allí envió una vanguardia al teniente gobernador Francisco Pérez de Uriondo , en la villa de Tarija para dar a conocer la necesidad de auxilio y subsidios de monturas, caballos, mulas, entre otras cosas, quien contestó que se proporcionaría de estas en Tarija. Al día siguiente, desde San Carlos continuó su ruta por el Descampado, pasando por la Puna jujeña por Casabindo , Yavi desde donde continuó hasta Tarija, sin ser visto por los realistas. ruta por el norte de Jujuy, viajando en dirección a las tierras del Marquesado de Yavi, pasó por Casabindo, y sin ser visto por los realistas se dirigió a Tarija.

Según las instrucciones que yo llevaba de mi general, yo debía marchar á Oruro, como dije atrás, por el despoblado, pero como no me alcanzaron en los valles de Calchaquí sino setenta y tantos caballos herrados, que fueron los únicos que pudo mandarme, y no llevaba yo mas mulas que las montadas y unas pocas sueltas, y eran estas de las que nos habían servido en la retirada de Sipe-Sipe, juzgué que iba á perecer inútilmente en el despoblado con toda mi división sin llenar los deseos de mi general. Fue por esta razón porque varié mi rumbo a Tarija donde me seria fácil proveerme de las cabalgaduras necesarias.

Aráoz de Lamadrid en sus Observaciones a las Memorias Póstumas del General Paz.

#### Cangrejillos
Al atravesar el camino de postas del oeste de Tarija con la quebrada de Humahuaca, el 8 de abril una partida al mando del capitán Mariano García, se dirigieron desde Colpayo a Cangrejillos. En el camino se cruzó, en Cangrejillos, con una patrulla realista que venía del sitio de Yavi, apresando a 6 hombres y dando muerte a un teniente y 6 soldados, allí fue muerto el teniente de húsares Cayetano Mendoza. Interceptó el correo de la guarnición realista en Tarija, a cargo del cnel. Mateo Ramírez, en la cual indicaba que estaba sin municiones debido enfrentamientos con la resistencia patriota de Pérez de Uriondo. Este prematuro ataque alertó al ejército realista, que tomó precauciones, sin embargo, la expedición  logró pasar por las cercanías de Yavi sin ser percibida.
Aráoz de Lamadrid había enviado desde San Carlos un parte a Belgrano expresando los motivos del cambio de ruta, al acercarse a Tarija recibió la respuesta en términos de queja por el cambio de planes. Aráoz de Lamadrid respondió reprochando no haber recibido las cabalgaduras necesarias para atravesar el desierto y reclamando cierta libertad de acción en vistas de la lejanía en que se hallaba su comandante.

#### Entrada a Tarija
El trayecto para llegar a la Villa de Tarija fue por el camino de Guaillajara —o Guayajara—, la Pampa de Taxara y la cuesta de Sama, que desde Pasajes llega a Pinos y, luego, directamente pasar por el río Camacho, por entre Chaguaya y Alisos, rodeando Concepción para llegar a Tolomosa y por la Puerta del Gallinazo —oeste de la Villa—.
Lugones indica los siguientes términos:

“…tomamos un rumbo enteramente opuesto al despoblado y a Tupiza, que quedaron a nuestra espalda y, en la marcha de toda la noche y el día, trastornamos las elevadas cumbres de la cordillera de Tarija, dejando a nuestra derecha el camino real de Cuyambuyu, entramos al de la quebrada de Tolosa (Tolomosa) y, marchando sin parar otra noche y un día más, descendimos como el rayo sobre Tarija por la puerta del Gallinazo”

También se indica que:

“…después de un amago a Yavi por el camino a Pumahuasi, rumbo este por la altiplanicie (Modesto Omiste), para bajar hasta llegar a Guaillajara y nacientes del río Camacho, senda patriótica que aún utiliza el gauchaje de Jujuy y Salta en sus incursiones al valle de Tarija, continuando por Alisos, Pampa Redonda y Tolosa [Tolomosa] hasta el Portal del Gallinazo, Villa de Tarija”

Como consecuencia de recorrer el altiplano, las cumbres y quebradas que estaban entre 2800 y 3000 m s. n. m. y bajar  luego a 1700 m s. n. m., altura media del valle de Tarija, fue el cansancio de tropas y cabalgaduras.  Lamadrid, al enterarse de que Uriondo había sido destituido por los realistas como gobernador, evita la vanguardia organizada por José de la Serna, y llega al grueso de la tropa comandada por el gobernador realista,  Mateo Ramírez, en la Villa de Tarija con su cuartel general; 140 jinetes y algo de artillería al mando de los subcomandantes Malacabeza y Andrés de Santa Cruz y Calahumana ubicados en el Valle de la Concepción.

## Batalla de Tarija
Gregorio Aráoz de Lamadrid al mando de 400 hombres y 2 cañones ingresa por la Puerta del Gallinazo y, se presenta ante el Tte Cnel Francisco Pérez de Uriondo que comandaba una milicia de gauchos de cerca de un millar. Se encontraron ambos jefes a primera hora de la tarde, dando parte de lo acontecido, y se abocaron a organizar las milicias regulares del Ejército del Norte con las fuerzas gauchas a cargo de Uriondo, planteando una  estrategia para dar batalla. El realista Mateo Ramírez al enterarse y pensar que eran una desorganizada milicia local de gauchos sin experiencia, decidió enfrentarlos esa misma tarde, con el cuerpo de granaderos del Cuzco (recientemente incorporados desde el Batallón de Gerona), expresando: «Vamos a desparpajar a esos gauchos». Ramírez al cruzar el río Guadalquivir, observó el despliegue de las fuerzas de Lamadrid y de Pérez de Uriondo  y se dio cuenta de que los había subestimado. Fue sorprendido por el ataque de los cañones del Ejército del Norte y por el despliegue de la Infantería de Lamadrid. Ramírez, repasando el río, y perseguido por el gran número de caballería de gauchos y del Ejército patriótico , se replegó al centro de la ciudad, a las trincheras del Cuartel —Cabildo—(colocadas por órdenes De la Serna en 1816).
Lamadrid y Uriondo, ocuparon con sus fuerzas el Alto de San Roque que la domina por completo, se emplazaron los 2 cañones y comenzaron a disparar hacia los realistas y después de disparar algunos cañonazos con acierto, se dio alto al fuego, Lamadrid y Uriondo enviaron como emisario a Manuel Cainzo con una intimación que decía:

Si en el término de media hora, no se rinde usted a discreción, con la división de su mando, tanto usted como ella, serán pasados a cuchillo. –Dios guarde a usted muchos años. Puerta del Gallinazo, abril 14 de 1817. Gregorio Aráoz de La Madrid. Señor Comandante de la guarnición de Tarija Don Mateo Ramírez.

Cainzo fue recibido en la plaza, regresó luego con la siguiente contestación de rechazo que decía:

He recibido su oficio de usted en el que se me impone pena de ser pasado a degüello con la guarnición de mi mando, si en el término de media hora no me entrego a discreción. –Los oficiales de honor sólo por tirar cuatro tiros no se entregan a discreción; lo haré sólo cuando me queden veinte hombres, y estos sin municiones útiles para batirse. –Dios guarde a usted muchos años. –Tarija abril 14 de 1817. –El Gobernador de esta Plaza Mateo Ramírez. –Señor D. Gregorio Aráoz de La Madrid, Comandante de la división que se presenta al frente en el campo de esta Villa.

Durante la noche se continuó el fuego sobre la plaza, la caballería gaucha ocupó todas las salidas del pueblo; de manera que las fuerzas realistas quedaron sitiadas y atrincheradas en la villa de Tarija , sin posibilidad de salir o recibir refuerzos.
Entre los comandantes de las fuerzas güemesinas, de gauchos y de milicias , se contaban José María Avilés, Manuel Rojas, Juan Esteban Garay, Matías Guerrero Juan Ignacio Mendieta, Joaquín Tejerina, Eustaquio Méndez, Manuel Cainzo, bajo las órdenes del Tte Cnel Francisco Pérez de Uriondo. Consiguieron con éxito interceptar los mensajeros mensajeros despachados con pedidos de ayuda hacia las divisiones realistaa ubicadas en el valle de Concepción y Cinti (actual Camargo),Andrés de Santa Cruz también intentó llegar a Tarija a  auxiliar las fuerzas de  Ramírez, pero también fue hecho prisionero por los gauchos de Uriondo.

### Combate en el Campo de La Tablada
Al rayar el alba del segundo día, mientras Lamadrid y su división combatían los realistas en las trincheras sitiadas, recibió el aviso de que un destacamento de tropas realistas se aproximaba por la Tablada de Tolomosa. Al momento, organizó un contingente para partir hacia el Campo de La Tablada,  dejando a las fuerzas de  Uriondo en el asedio de la plaza mayor de Tarija. 
Los realistas de la Villa ocuparon torres y techos y se alistaron  para impedir la partida de Lamadrid y atacar su retaguardia,  pero los gauchos que sitiaban la ciudad, ocuparon la cuenca del río Guadalquivir, batiéndose con los granaderos del Cuzco e impidiendo tal ataque.
Aráoz de Lamadrid había salido a reconocerlas escoltado sólo por 48 hombres (32 húsares, 12 infantes y 4 dragones),entre ellos el capitán Lorenzo Lugones, el ayudante  Cainzo, el sargento mayor Antonio Giles, el coronel Melchor Daza, el teniente Victorio Llorenti, el sargento Manuel Leoncio Rico, el capitán Mariano García, y los oficiales José Martín Ferreyra Mealla y Francisco Pombo de Otero. Al llegar al campo de la Tablada y ver qué el contingente realista a mando de Malacabeza lo superaba en número, mandó a Llorenti en busca de la 1°compañía de Húsares al mando del capitán Mariano García y cargó sable, a la voz de: «Carabinas a la espalda, sable en mano y a degüello». Avanzó Lugones con 14 hombres por el flanco izquierdo,  otros liderados por Cainzo cargaron por la derecha, y Lamadrid con el resto por el centro . El escuadrón realista mandado por el capitán Baca, que conocía a Lamadrid, aterrado por el ataque huyó en retirada. 
Mientras tanto, llegó el capitán García con los Húsares del Ejército del Norte, y así obtuvieron victoria en aquel combate del Campo de La Tablada, dando fin a la batalla de Tarija. Murieron 65 realistas, incluyendo 2 oficiales, otros 40 fueron hechos prisioneros. De las fuerzas patriotas de Lamadrid, fue muerto el portaestandarte- el “Negro Herrador”- y heridos 3 soldados.

## Rendición realista
Luego del combate, el comandante Gregorio Aráoz se trasladó con la artillería toda y los infantes al Alto de San Juan, ordenando suspender el fuego para ver qué efecto producía en la plaza el informe de los prisioneros. Al notar correteos de oficiales en la plaza y que llamaban a junta de jefes, el ayudante Manuel Cainzo se dirigió con una intimación por parte de Lamadrid que decía:

Nunca ha sido impropio de oficiales de honor el rendirse a discreción, cuando no tienen como sostenerse ni esperanza de auxilio como usted, pues ni Lubin [Lavin], ni O’Reilly, a quienes usted ha escrito para el efecto, pueden hacerlo porque no tienen una fuerza capaz de resistir a la mía. (…)

Dios guarde a usted muchos años. -Alto de San Juan, abril 15 de 1817. -Señor Teniente Coronel y Comandante de la Guarnición de Tarija D. MATEO RAMIREZ”.

El teniente Cainzo regresó portador de la respuesta siguiente de Ramírez, que decía:

Visto el oficio de usted, que acabo de recibir, en que se me hace la segunda intimación, anticipándome haberme negado los recursos pedidos a Lubin [Lavin] y O’Reilly, por la toma, según se deja entrever, de los pliegos que remití a estos. Contesto a Ud. que este motivo no es bastante para desmayar yo ni mis oficiales para sostener hasta el último extremo las armas de S.M. en esta plaza, pues aún tengo fuerzas suficientes y bien dotadas de lo necesario, según lo verá Ud. Más la derrota que ha sufrido el escuadrón de caballería me hace entrar en capitulación consultando con la humanidad por parte de ambas divisiones, si la admite usted bajo los términos siguientes.

1°. –Que se nos reciba prisioneros a todos los de esta guarnición con los honores de la guerra, y uso de espadas para los oficiales, permitiéndonos bagajes hasta el depósito de prisioneros.
2°. –Que los paisanos a quienes hemos comprometido a tomar las armas sean bien tratados, permitiéndoseles la existencia al lado de sus familias.
3°. –Que entren en la Plaza solo las tropas de línea, que eviten todo desorden en el pueblo.
Bajo estas bases y persuadidos que Ud. como oficial de honor, que sabe observar lo propuesto, hemos venido en ello unánimes y conformes, de cuya aceptación espero el aviso.

–Tarija, abril 15 de 1817. –Mateo Ramírez. –Señor Comandante del bloqueo de esta Villa.

La contestación de Lamadrid a la propuesta fue la siguiente:

En el oficio de usted que acabo de recibir he tenido a bien admitir la rendición de esa plaza, bajo los tres artículos propuestos, por una generosidad propia del carácter americano, en la inteligencia de que ahora mismo deberá salir con toda la guarnición a rendir las armas al Campo de Las Carreras, situado al este del pueblo, con sus respectivos jefes y oficiales.

–Dios guarde a usted muchos años. –Alto de San Juan, a 15 de abril de 1817. Gregorio Aráoz de La Madrid. –Señor Comandante de la Guarnición de Tarija–D. MATEO RAMIREZ.

Bandera de las Provincias Unidas del Río de la Plata.
Bandera del Ejército de los Andes, usada también por divisiones del Ejército Auxiliar.
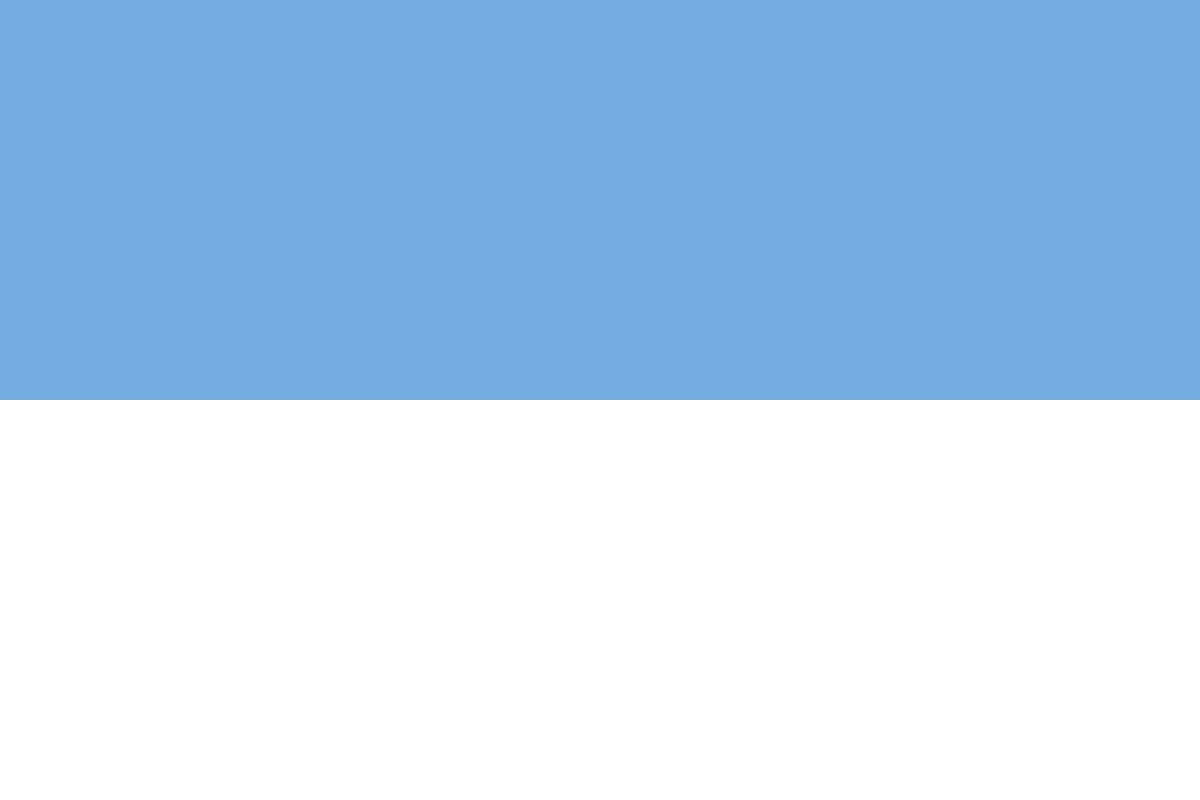
Bandera usada como segunda en Tarija, versión de la bandera de la nación rioplatense.

Luego de que el comandante realista de Tarija Mateo Ramírez aceptara la rendición , escoltado por el sargento patriota Antonio Giles, se dirigió al Campo de Las Carreras - actual barrio la Pampa al este de la ciudad de Tarija—para la formal capitulación. Allí, Ramírez, sus oficiales Andrés  de Santa Cruz y Malacabeza,  al frente de la división de unos 234  soldados, 3 tenientes coroneles, 1 graduado, 3 capitanes, 2 ayudantes mayores, 4 tenientes y 8 subtenientes, entregaron sus armas a los jefes militares de las Provincias Unidas del Río de la Plata: Gregorio Aráoz de Lamadrid y el teniente coronel Francisco Pérez de Uriondo, izadas la bandera Argentina y  la bandera de Tarija, deponiendo la enseña del Imperio Español, reconquistada Tarija para la causa independentista.
El botín de la Batalla  fue de algo más de 300 prisioneros, 480 fusiles, 140 armas de toda clase, 20 sables, 47 lanzas, 5 a 8 cajas de guerra, municiones, 210 tercerolas, una bandera o estandarte, útiles de maestranza, víveres, y otros pertrechos militares, posteriormente fueron encontrados otros 50 fusiles. Las pérdidas patrióticas del ataque a Tarija fueron de 2 muertos y entre 5 y 7 heridos.

## Lamadrid y sus preparativos para el rumbo al Alto Perú
Lamadrid envió un mensaje a Belgrano comunicándole la victoria, le avisó que se enviaría los prisioneros (entre estos Mateo Ramírez y Andrés de Santa Cruz) por la ruta del Chaco escoltados por una compañía de 50 milicianos al mando del capitán José [Alejandro] Carrasco que había llevado con la división, lo que ocurrió dos días después, fueron destinados a San Miguel de Tucumán, para luego ser enviados a la prisión de Las Bruscas de Buenos Aires.
Belgrano le respondió:

Tiene Vd. sobrada razón para decir que un general no puede dar instrucciones tan terminantes á tan larga distancia de los mil acontecimientos que pueden sobrevenir, y desde este mismo momento está V. facultado con todo mi poder para obrar como mejor le pareciese.

Le remitió además Belgrano los despachos de coronel graduado con la fecha del día de la batalla (que recibió en Chuquisaca), quedando el escuadrón de húsares de Tucumán elevado a regimiento de dos escuadrones.
Francisco Pérez de Uriondo retomó nuevamente la gobernación de Tarija, Aráoz de Lamadrid permaneció en la villa hasta el 5 de mayo de 1817; antes de partir al Alto Perú, inició sus preparativos organizando a los húsares, que fueron aumentados con un segundo escuadrón formado por unos 60 gauchos voluntarios naturales de Tarija y unos pocos prisioneros que antes habían pertenecido al Ejército Auxiliar, la división se llamó «División Victoriosa de Tarija», también se aumentó sus compañías de infantería con prisioneros voluntarios de 130 granaderos del Cuzco que aceptaron unírsele, después de organizarse prosiguió su rumbo al Alto Perú, aunque decidió cambiar su objetivo que era la villa de Oruro hacia la ciudad de La Plata.
En julio del mismo año Tarija volvió a ser retomada por el Ejército realista, a la cabeza de Mariano Ricafort, junto a Pedro Antonio Olañeta y Melchor José Lavin.

## Publicación en laGaceta Extraordinaria de Buenos Aires
El 18 de abril Gregorio Aráoz de Lamadrid envía todo los documentos de lo acontecido a Manuel Belgrano, en especial la parte militar; Belgrano emocionado por la victoria en Tarija, envía dichos documentos Juan Martín de Pueyrredón, director supremo de las Provincias Unidas del Río de la Plata. Pueyrredón ordena que se publique los documentos a la Gazeta Extraordinaria de Buenos-Ayres.

EXTRAORDINARIA DE BUENOS AYRES – DEL JUEVES 22 DE MAYO DE 1817
Num. 2.°
Parte del Comandante Madrid al Capitán General Manuel Belgrano desde Tarija en 18 de abril.

Excelentísimo Señor.— El 14 de abril, a las 4 de la tarde, me presenté por la Puerta de Gallinazo, al Oeste de esta Villa, sorprendiendo completamente al enemigo a costa de las mayores precauciones, pues no me sintió, hasta que llegué a dicho punto, que dista seis cuadras del pueblo.
Una legua antes de llegar a éste, mandé al capitán de la Primera Compañía de Húsares don Manuel Toro, con la suya, llevando a más de sus órdenes, los capitanes don Alejo Colet del Número 2, don Alejandro Carrasco de Dragones de las Milicia de Tucumán, con sus respectivas Compañías y; al Capitán de Gauchos de Santa Victoria, don José Antonio Ruiz con 40 de aquellos, con orden de situarse en el Campo de Las Carreras para evitar la reunión de la Caballería enemiga , que se hallaba situada en el Valle de La Concepción, distante 5 leguas de esta Villa, en caso de intentarlo.

Y como yo me avistase primero con las Compañías 2º de Húsares, 3º y 9º de Infantería, algunos gauchos, con los Capitanes don Juan Esteban Garay y don Matías Guerrero y las 2 piezas de Artillería, salió el enemigo a mi frente en número de 200 Infantes -en cuyo tiempo mandó Toro al Teniente don José Martín Ferreira, ocupara con una Partida el Alto de San Juan, situado al Norte, orilla de esta Villa- los que inmediatamente fueron encerrados en sus trincheras, pues las tenían bien fortificadas, por dirección del General La Serna, dejando en la playa del río 2 muertos y matando de un balazo al negro herrador.

En seguida se montó la artillería y rompió el fuego, mi Segundo el Sargento Mayor don Antonio Giles, con tan buen acierto, que a los 6 tiros logró desalojar a los que ocupaban las barrancas del río que nos dividía, con cuyo motivo, mandé cesar el fuego, y dirigí por medio de mí Ayudante don Manuel Cainzo, un oficio al Comandante enemigo, intimándole rendición, de cuyo contenido y contestación impondrá a Vuestra Excelencia, mi Número 27, como igualmente del que pasé después, y su contesto: vista la primera, ordené al Capitán de la 2º de Húsares don Mariano García marchase al Alto de San Juan, y reunido a Ferreira, que se hallaba situado en aquel punto, la sostuviese a toda costa; al Capitán don Francisco Pombo de Otero, que echando pie a tierra con su Compañía, se situase sobre la barranca del río; al de la misma clase, don Manuel Segovia con la suya y una pieza de Artillería, ocupara los corrales llamados del Matadero, al oeste del pueblo, distante 3 cuadras de la Plaza, lo que ejecutaron todos con la mayor bizarría, haciendo abandonar las primeras trincheras en todos los puntos, y entrándose hasta muy cerca de la Plaza, lo que también ejecutaron los Capitanes Toro, Colet y Carrasco, por los que se destinó.

En esta posición me tomó la noche, y habiéndome dado parte el Mayor Giles de los puntos que ocupaban dichas Divisiones, marché con una escolta que había nombrado para reserva, compuesta de 20 Húsares, 12 Infantes y 4 Dragones, al Campo de Las Carreras, llevando la otra pieza de Artillería que ya se había inutilizado, y ordené abandonaran las posiciones tomadas para evitar que con la noche pudiesen desordenarse los soldados viéndose dentro del pueblo, mandando al Capitán Otero con García y Ferreira ocupar mi primera posición en la Puerta de Gallinazo, cubriendo con Partidas aquel costado, y haciendo replegar a la mía. A los Capitanes Toro, Segovia, Colet y Carrasco, verifiqué lo mismo de modo que quedó el pueblo circumbalado.
Al rayar el día 15 de abril, ordené a Otero ocupara el Alto de San Juan, dejando una Partida en la posición que había tenido, y mandando a Segovia con su Compañía y parte de la Primera de Húsares con el Teniente don Rafael Riesco ocupar las calles de San Francisco y San Agustín, lo que verificaron.
Marché con el resto a donde estaba Otero, de allí destiné al Capitán Colet con su Compañía y, Carrasco con parte de la suya, a la Fortificación que tenía el enemigo en la Capilla de San Roque que era la más fuerte, y fue tanto el ardor con que se avanzaron, que lograron situarse –a pesar del vivo fuego que recibían- en unos ranchos que distaban diez o doce varas de dichas fortificaciones.

De la altura que yo ocupaba, se dirigieron algunos cañonazos a la Capilla dicha y también al Cabildo con el mejor acierto y, cuando a las 9 de la mañana me preparaba para asaltar las trincheras, apareció por la Pampa de La Tablada la Caballería enemiga con alguna Infantería en número de 140 hombres, lo que me obligó a salir en el acto con la Escolta y veinte Húsares al mando de Ferreira, llevando a los Oficiales Otero, Cainzo, Gainza y de aventurero don Lorenzo Lugones. A éste, lo destiné por mi izquierda con 8 hombres y, mandando, por mi derecha a mi Ayudante Cainzo con 12, seguí con el resto por el centro a encontrar al enemigo que venía cargando con vivo fuego: ordenar la carga, tocar a degüello y quedar el campo cubierto de 65 cadáveres, entre ellos 2 Oficiales, 40 prisioneros, porción de armamento y cabalgaduras fue todo uno, sin haber perdido en esta jornada tan heroica un solo hombre, en la cual se distinguieron los Oficiales y tropa con un valor sin segundo, particularmente el valiente Cainzo, que fue el primero que se mezcló con el enemigo.

Después de concluida esta operación, regresé a mi antigua posición, que había quedado ocupada por mi Segundo y; habiéndole despachado 4 prisioneros al Comandante enemigo, para que le instruyeran de la suerte que había corrido su Caballería, y de la bravura de los Defensores de la Patria, le hice la Segunda intimidación por medio del Capitán García, a lo que no pudiendo resistir, salió al Campo de las Carreras con toda su División compuesta de 234 hombres, 3 Tenientes Coroneles, incluso el Comandante y, 1 Graduado, 3 Capitanes, 2 Ayudantes Mayores, 4 Tenientes y 8 Subtenientes y, rindiendo las armas, quedaron prisioneros.
Los fusiles tomados son 400, como verá Vuestra Excelencia en el estado que acompaño, lo mismo que los demás útiles de guerra.

Nuestra pérdida en los días 14 y 15 que duró el sitio, consiste en la de un balazo que recibió el bravo Porta Estandarte interino, Cadete don Carlos González al llevar una orden y 3 soldados heridos levemente, a excepción de uno, que corre riesgo.
La bravura de todos los Oficiales y tropa les hace acreedores a la especial consideración de Vuestra Excelencia, pues desde que tengo el honor de militar bajo las Banderas de la Patria, aseguro a Vuestra Excelencia, que no he visto batirse jamás con igual energía, porque todos a porfía se han distinguido en cuántos puntos han sido destinados.

Mis Ayudantes don Manuel Cainzo, don Melchor Daza y don Manuel Rico, lo mismo que mi Segundo el Benemérito Sargento Mayor don Antonio Giles y su Ayudante don Victorio Llorenti, y los Porta Estandartes don José Manuel Sueldo y don Carlos González, han desempañado sus funciones con el valor y denuedo debido. El Capellán Dr. don Agustín de La Serna, no se ha separado de mi lado y me ha servido de mucho.

Dios guarde a Vuestra Excelencia muchos años. Tarija, abril 18 de 1817.- Excmo. Sr. Gregorio Araoz de Lamadrid.- Excmo. Sr. D. Manuel Belgrano, Capitán General de Provincias y en Jefe del Ejército Auxiliar.- Es copia.- Ycazate, secretario.

## Controversias

### Fecha
Anteriormente se creía de que el Combate en el Campo de La Tablada fue el 4 de mayo de 1817, esta fecha se habría adquirido como efemérides departamental y también se escribiría el Himno Tarijeño con dicha fecha. Gracias a los vínculos con la Ciudad de Buenos Aires, se logró obtener importante documentación de carácter para proceder al análisis y aprobación de la Ordenanza Municipal de 11 de abril de 1922, fecha donde se dispuso e instituyó el 15 de abril de 1817 como fecha correcta de la victoria del Combate de La Tablada de 1817.

### Denominación
El nombre del conflicto bélico del 14 y 15 de abril de 1817 es: Batalla de Tarija; este concluyó en el ámbito bélico el día 15 con la victoria del Combate en el Campo de La Tablada y, oficialmente con la Capitulación en el Campo de Las Carreras en la Villa de Tarija. El Combate de La Tablada es llamado erróneamente como la “Batalla de La Tablada (de Tolomosa), esto fue criticado debido a que el acontecimiento en La Tablada no fue una batalla, sino un combate, puesto que las fuerzas que entraron en combate, el armamento en juego y la duración de poco más de treinta minutos fueron bastante exiguos para el calificativo de batalla; en las memorias de los Aráoz de Lamadrid y Lorenzo Lugones son pruebas documentales indiscutibles y concluyentes para interpretar los hechos históricos de la batalla, toma, combate y capitulación de Tarija durante el abril de 1817, el día 14 con combates en las inmediaciones del río Guadalquivir y en los callejones que bajan el Puerta del Gallinazo, logrando la toma de Tarija por los independentistas cercando a los realistas en la villa y, el día 15 con el combate en el Campo de La Tablada y la capitulación en el Campo de Las Carreras.

### Eustaquio Méndez en la batalla de Tarija
Hasta el momento se cree de que Eustaquio Méndez fue el comandante en la batalla de Tarija y que fue él que dio la victoria en La Tablada, desacreditando así a los demás caudillos y soldados tarijeños y a la División de Lamadrid, en especial a Aráoz de Lamadrid, Pérez de Uriondo y a Lorenzo Lugones. Si bien, Méndez estuvo presente en la batalla desde el día 14 de abril, estaba con los demás caudillos como José María Avilés, Juan Ignacio Mendieta, Joaquín Tejerina, entre otros, cada uno con sus divisiones, bajo el mando de Pérez de Uriondo y también de Lamadrid cuando este llegó. El día 14 se combatió contra los realistas y tomaron Tarija y, por la noche capturaron a emisarios realistas, cual acontecimiento estaría presente Méndez junto a los demás caudillos. El día 15 Méndez no llegó a participar en el combate de La Tablada, ya que se encontraba en la villa junto a los demás caudillos cercando a los realistas.
También, según documentos, Eustaquio Méndez contaba con ambas manos, ya que fue en agosto de 1818 donde fue dado la orden a Antonio Vigil de que se le cortase la mano derecha a Méndez.

### Como efemérides departamental
Hasta el momento se presume equívocamente que la fecha del Combate de La Tablada fue el grito libertario o el fin de la emancipación de Tarija, en 1922 se instituyó como Aniversario de Tarija; debido a esto los distintos municipios mostraban rechazo a este acto, ya que no era un grito libertario ni el fin de la emancipación.

Se aclaró que el inicio de la independencia de Tarija era el 25 de junio de 1810; y, concluyó el 8 de marzo de 1825 con el desarmamiento sina un pequeño contingente realista y, oficialmente el 9 de marzo de 1825, declarándose independiente, el cual dentro de su determinación era el enfoque era la adhesión como territorio independiente a las Provincias Unidas del Río de la Plata. Debido a las discrepancias, muchos sugieren que se de más reconocimiento a la fecha 25 de junio, pero especialmente al 4 de julio (de 1574), fecha de fundación de la Villa de Tarija, en el cual los límites fundacionales abarcaba gran parte del actual departamento.